# 尖背角鯊屬

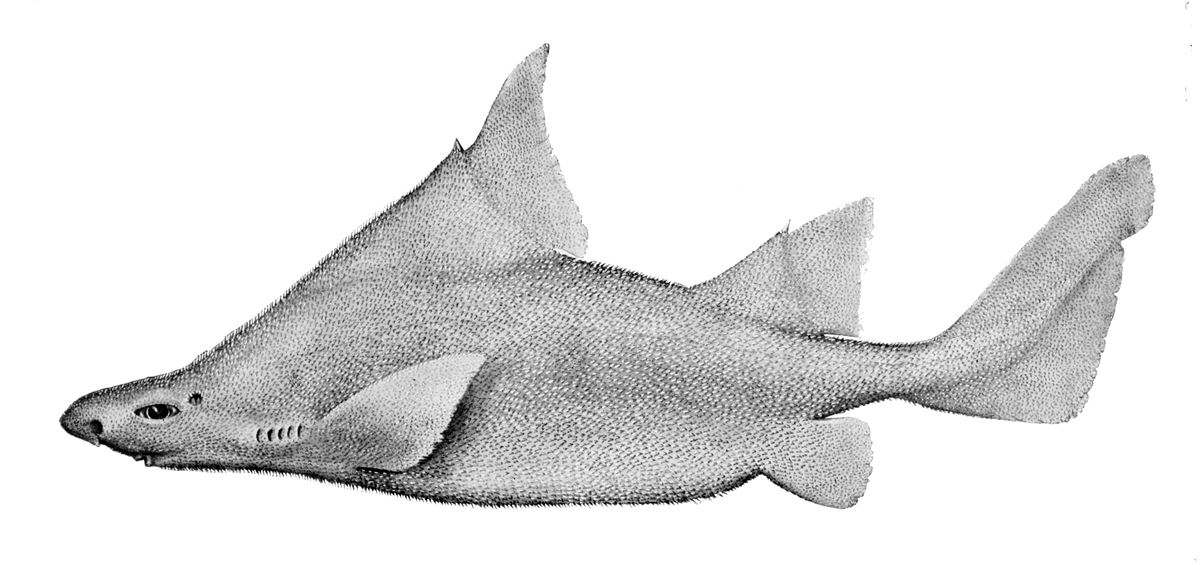
澳洲尖背角鯊 Oxynotus bruniensis

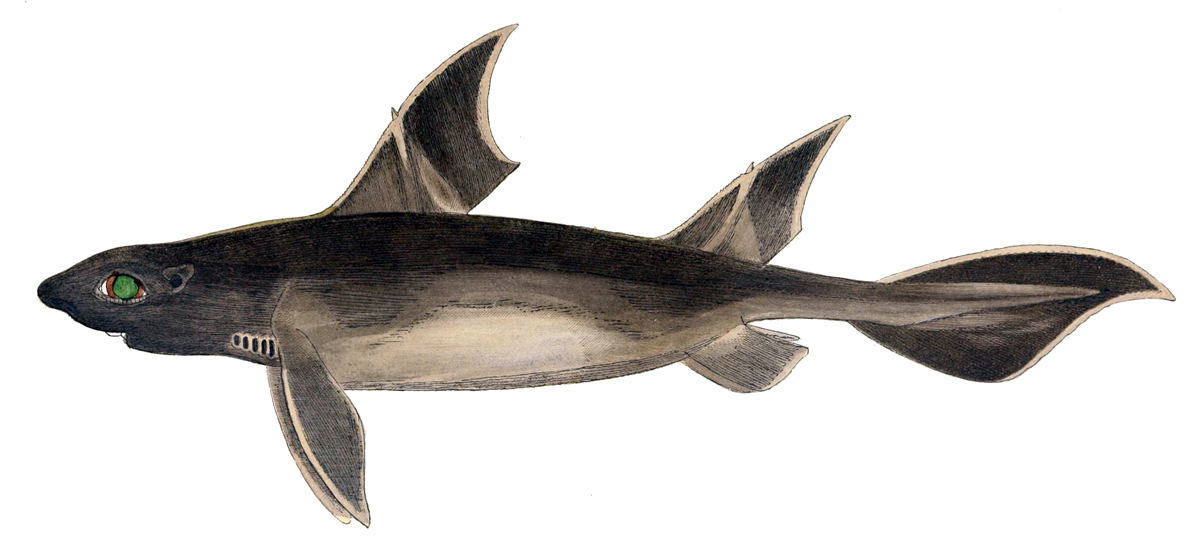
尖背角鯊 Oxynotus centrina

尖背角鯊屬（学名：Oxynotus）為角鯊目粗皮棘鮫科下的單型屬。生活於大西洋與西太平洋的深海之中。
尖背角鯊屬的體型在鯊魚偏中小，成年體長範圍大約在 49至150 cm（1.61至4.92英尺）。身體偏腹側較寬，背側較窄，形成類似三角型的切面。具有兩個巨大上面帶棘的背鰭，具有生物發光的能力。

## 種
- 澳洲尖背角鯊（英语：Oxynotus centrina） Oxynotus bruniensis Ogilby, 1893
- 加勒比尖背角鯊（英语：Oxynotus centrina） Oxynotus caribbaeus Cervigón, 1961
- 尖背角鯊（英语：Oxynotus centrina） Oxynotus centrina Linnaeus, 1758
- 日本尖背角鯊（英语：Oxynotus japonicus） Oxynotus japonicus Ka. Yano & Murofushi, 1985
- 帆鰭尖背角鯊（英语：Oxynotus paradoxus） Oxynotus paradoxus Frade, 1929